# 加爾松角
加爾松角（英語：Garzón Point），是南極洲的海岬，位於葛拉漢地西岸的丹科海岸，處於奧斯卡灣和斯康托爾普灣之間的帕拉代斯港南部，現時由南極條約體系管理。